# Rossschweif (Heraldik)
Der Rossschweif, auch Tugh, ist in der Heraldik im Wappen eine seltene gemeine Figur mit wenig heraldischer Durchdringung. Es war ein im Osmanischen Reich rund 400 Jahre verwendetes Würde- und Feldzeichen der Anführer der türkischen Stammesverbände.
Dargestellt wird im Wappen eine meist mannshohe Stange mit einem Halbmond „gekrönt“ und ein darunter befestigter hängender Rossschweif, der namensgebend war. Die Wappenfigur wird von einer Figur gehalten oder ist angesteckt. Die Tingierung ist nicht auf eine Farbe beschränkt. Im Bildbeispiel des Herzogs zu Padua hält eine schwarze Sphinx den Rossschweif.
Nach dem Heraldiker Maximilian Gritzner ist die Verbreitung in ungarischen, russischen und schwedischen Wappen bekannt.

Jean Toussaint Arrighi de Casanova
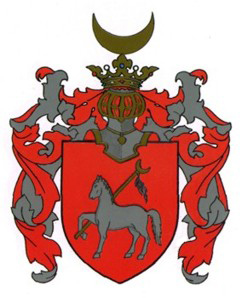
Pferd hält einen goldenen Rossschweif